# Jesus Piece (groupe)
Pour les articles homonymes, voir Jesus Piece.
Jesus Piece est un groupe américain de metalcore, originaire de Philadelphie, en Pennsylvanie. Formé en 2015, le groupe signe avec Southern Lord Records en 2018 avec la sortie de leur premier album Only Self. Ils ont depuis tourné avec des groupes tels que Code Orange, Knocked Loose et Ghostemane,,. Leur deuxième album studio, ...So Unknown, sort en 2023.

## Histoire
Le groupe est formé en 2015 avec Aaron Heard au chant, ainsi que les guitaristes David Updike et John DiStefano, le bassiste Anthony Marinaro et le batteur Luis Aponte. Ils auto-produisent leur première démo/EP la même année, suivie d'un EP auto-produit à l'été 2016. En 2017, ils font un split EP avec Malice at the Palace qui est publié par Bridge Nine Records.
En 2018, le groupe signe avec Southern Lord Records et sort son premier album Only Self le 24 août de la même année. Only Self reçoit des critiques positives de la part des critiques, étant noté pour son son punitif et lourd. En novembre 2019, un concert de Jesus Piece en première partie de Ghostemane à Austin, Texas, est annulé lorsque ce dernier a menacé de tirer sur la salle après que le nez de son frère ait été cassé par la sécurité de la salle. À ce moment-là, Jesus Piece avait déjà terminé son set.
En mars 2020, ils sont annoncés en première partie de la tournée en tête d'affiche de Code Orange aux côtés de Show Me the Body, Year of the Knife et Machine Girl, tournée qui a été reportée indéfiniment en raison de la pandémie de Covid-19. En octobre 2022, Jesus Piece est annoncé pour rejoindre Show Me the Body sur la partie nord-américaine de 36 dates de leur World War Tour.
Le 5 décembre 2022, le groupe sort le single An Offering to the Night. Le 20 janvier 2023, le groupe annonce que son deuxième album ...So Unknown sortira le 14 avril 2023 chez Century Media Records. Il est accompagné du single Gates of Horn. Un mois plus tard, le groupe publie un autre titre de l'album à venir appelé Tunnel Vision. Après la sortie de l'album, Marinaro quitte le groupe pour se concentrer à plein temps sur la gestion de ses entreprises basées à Pottstown.

## Style musical et influences
Dans une interview avec CVLT Nation, Aaron Heard décrit les influences du groupe pour leur premier album comme « tout ce qui va du brutal et du death metal old school au punk et au hardcore influence ce groupe. On av commencé ce groupe pour faire du death metal pur et dur, mais il a évolué vers ce qu'était l'EP ». Dans la même interview, lorsqu'on l'interroge sur l'évolution du son par rapport aux albums précédents, Aaron répond : « On s'est formé assez rapidement, donc après quelques années, on était enfin totalement à l'aise avec ce qu'on allait faire. Je sais qu'on essaie pas d'avoir des influences directes, ce qui a rendu le processus d'écriture plus difficile, mais ça en vaut la peine. On veut juste faire un hardcore metallique unique qu'on veut entendre ». Pitchfork décrit le son du groupe comme « le nexus du hardcore, du death metal, de l'industriel et du metalcore des années 90 ». Le site web a également noté que le groupe fait « partie d'un nouveau mouvement metalcore qui prouve que l'expérimentation et les riffs succincts et percutants peuvent non seulement coexister, mais devenir des partenaires naturels ». Metal Injection, quant à lui, décrit le style musical du groupe comme « un style brutal et satisfaisant de hardcore qui chevauche plusieurs lignes - beatdown, slam, metalcore - tout en conservant une sensation cohérente et reconnaissable ».

## Discographie

### Albums studio
- 2018 : Only Self (Southern Lord)
- 2023 : ...So Unknown (Century Media)

### EP
- 2016 : Jesus Piece (Get this Right Records)
- 2016 : 3 Song Tape (ou Summer '16 Promo)
- 2017 : Split w/ Malice at the Palace (Bridge 9 Records)

### Singles
- 2018 : Curse of the Serpent (Southern Lord)
- 2018 : Neuroprison (Southern Lord)
- 2018 : Punish (Southern Lord)
- 2020 : Punish (Kilbourne Remix) (Southern Lord)
- 2022 : An Offering to the Night (Century Media)
- 2023 : Gates of Horn (Century Media)